# 무안군의 행정 구역
무안군의 행정 구역은 3읍 6면 103 법정리, 416 행정리로 나뉘어 있다. 무안군의 면적은 448.95km2이며, 인구는 2013년 8월 31일을 기준으로 33,151	세대 78,333명이다.

## 행정 구역
2013년 8월 31일을 기준으로 다음과 같다.
| 읍·면  | 한자   | 세대   | 인구   | 면적   | 법정리 |
| ------ | ------ | ------ | ------ | ------ | --- |
| 무안읍 | 務安邑 | 4,893  | 11,383 | 35.67  | 성내리(城內里), 성동리(城東里), 성남리(城南里), 교촌리(校村里), 용월리(龍月里), 고절리(高節里), 매곡리(玫谷里), 성암리(星岩里), 평용리(平龍里), 신학리(新鶴里) |
| 일로읍 | 一老邑 | 3,558  | 7,693  | 66.32  | 청호리(靑湖里), 망월리(望月里), 죽산리(竹山里), 구정리(九井里), 의산리(義山里), 월암리(月岩里), 용산리(龍山里), 산정리(山亭里), 광암리(光岩里), 상신기리(上新基里), 복룡리(伏龍里), 지장리(支壯里), 감돈리(甘豚里), 오룡리(五龍里)                                                         |
| 삼향읍 | 三鄕邑 | 10,652 | 30,565 | 44.54  | 임성리(任城里), 남악리(南岳里), 용포리(龍浦里), 맥포리(麥浦里), 유교리(柳橋里), 왕산리(旺山里), 지산리(芝山里) |
| 몽탄면 | 夢灘面 | 1,959  | 3,757  | 63.08  | 달산리(達山里), 봉명리(鳳鳴里), 양장리(良壯里), 청용리(靑龍里), 당호리(唐湖里), 명산리(明山里), 몽강리(夢江里), 약곡리(藥谷里), 귀학리(歸鶴里), 사천리(沙川里), 구산리(九山里), 이산리(梨山里), 내리(內里), 대치리(大峙里), 학산리(鶴山里), 다산리(茶山里), 사창리(社倉里), 봉산리(鳳山里) |
| 청계면 | 淸溪面 | 3,511  | 7,205  | 65.49  | 월선리(月仙里), 청계리(淸溪里), 도림리(道林里), 남성리(南星里), 복길리(福吉里), 구로리(九老里), 상마리(上馬里), 복룡리(伏龍里), 강정리(江亭里), 도대리(道垈里), 서호리(西湖里), 송현리(松峴里), 청수리(淸水里), 태봉리(台峰里), 남안리(南安里), 사마리(司馬里), 청천리(淸川里)             |
| 현경면 | 玄慶面 | 2,794  | 5,653  | 55.34  | 양학리(養鶴里), 동산리(東山里), 평산리(平山里), 외반리(外盤里), 현화리(玄化里), 해운리(海雲里), 송정리(松亭里), 수양리(垂楊里), 용정리(龍井里), 오류리(五柳里), 마산리(馬山里), 가입리(加入里)                                                                                             |
| 망운면 | 望雲面 | 1,147  | 2,401  | 19.11  | 목동리(牧東里), 목서리(牧西里), 피서리(皮西里), 송현리(松峴里), 탄도리(炭島里) |
| 해제면 | 海際面 | 2,937  | 6,051  | 64.43  | 유월리(柳月里), 용학리(龍鶴里), 만풍리(萬豊里), 송석리(松石里), 양매리(兩梅里), 신정리(新井里), 덕산리(德山里), 대사리(大士里), 학송리(鶴松里), 석룡리(石龍里), 임수리(臨水里), 광산리(廣山里), 산길리(山吉里), 천장리(泉壯里), 창매리(蒼梅里), 양월리(洋月里)                             |
| 운남면 | 雲南面 | 1,700  | 3,625  | 34.93  | 하묘리(荷苗里), 동암리(東岩里), 연리(蓮里), 내리(奈里), 성내리(城內里) |
| 무안군 | 務安郡 | 33,151 | 78,333 | 448.95 | 총 104리 |

## 역사
- 1895년 6월 23일(음력 윤5월 1일) 나주부 무안군으로 개편하였다.
- 1896년 8월 4일 전라남도 무안군으로 개편하였다.
- 1897년 무안군이 무안부로 승격하였다.
- 1903년 무안부를 무안군으로 격하하였다.
- 1906년 10월 1일 무안군을 무안부로 승격하였다.
- 1910년 10월 1일 무안부를 목포부로 개칭하였다.
- 1914년 4월 1일 목포부를 분해하여, 도시 지역인 각국거류지와 부내면만 목포부로 남기고, 부내면을 제외한 목포부의 나머지 면과 지도군 전역, 진도군 도초면·안창면·기좌면, 완도군 팔금면이 무안군으로 개편되었다.[3] 무안군청은 목포부 내에 두었다.

| 조선총독부령 제111호 |             | |
| 구 행정구역 | 신 행정구역 | 신 행정구역 |
| 목포부 외읍면(外邑面) 노상리/노하리/아후리/창내리/동문내/서문내, 동문외/대천정/대사동/마기곡/용산리/복룡동/지촌, 월천리/충양리/학교리/성저리/만창리/후청리/대동내 일부, 경신동/송림리/송암리/유산리/상사지/중사지/상곡리/백동/교촌, 약곡리/보평리/평월리/용암리/양동, 만절리/상고절/오리정/병암리/평촌/유동, 통산리/발산리/수반리/양림리/신촌 | 외읍면      | 성내리, 성동리, 성남리, 교촌리, 용월리, 고절리, 매곡리                                                         |
| 목포부 망운면(望雲面) 목동리/목남리/주교리/신촌/해동, 목서리/목북리/덕림리/내덕리/애당리/대곡리/장재동/춘교리 일부, 피동리/피서리/조산리/도무리/율리/춘교리 일부/두모리 일부, 유종리/송현리/성동/두모리 일부, 하묘리/두곡리/팔학동/도림동/둔전동/금산리, 내화촌/양곡동/연동/저동/항장리 일부/월악리/신월리/원동/내동, 성내리/이기촌/남촌/항장리 일부/(현화면)도원촌/대박산동/학례동 | 망운면      | 목동리, 목서리, 피서리, 송현리, 하묘리, 연내리, 성내리                                                         |
| 목포부 현화면(玄化面) 동암리/죽산리/신기동/영해촌/석교촌/서촌, 양학동/학동/모촌/병곡동/(다경면)신리 일부, 평용동, 명화촌/해운촌/사양동/원주동/시목동/옥마동/후동, 구산동/성자동/내현화동/외현화동 | 망운면      | 동암리 |
| 목포부 현화면(玄化面) 동암리/죽산리/신기동/영해촌/석교촌/서촌, 양학동/학동/모촌/병곡동/(다경면)신리 일부, 평용동, 명화촌/해운촌/사양동/원주동/시목동/옥마동/후동, 구산동/성자동/내현화동/외현화동 | 현경면      | 양학리, 평용리, 해운리, 현화리                                                                                 |
| 목포부 다경면(多慶面) 가입리, 옹점리/당두리/동산리/신리 일부/(현화면)옥동, 성재동/월두리/신촌/용정동 일부/수양촌 일부, 신기동/마산리, 상수장/(망운면)송정리, 석비리/두미동/수양촌 일부/용정동 일부, 보림리/응치동/유수정/통정리/(현화면)평산촌/평림촌, 사교리/어은동/곡지동/오류동/신정리, 신흥리/고청리/조암동/기동/화촌/(망운면)외반리/내반리 | 현경면      | 가입리, 동산리, 용정리, 마산리, 송정리, 수양리, 평산리, 오류리, 외반리                                         |
| 목포부 해제면(海際面) 광천리/발산리/대천리, 대치동/신사동, 슬산동/덕림리/내분매/매곡동 일부, 신풍리/신덕리/진목동/신만동/심양리, 당산동/신등리/구등리/보천동 일부, 석산동/용흥리/신기동/석령리/연화동/외남리, 송계동/삼봉리/입석리/도리, 응양동/신흥리/고읍내/정동, 구여동/외분매/금성동/가양리/사치리/매곡동 일부, 기룡동/도성동/장성동/삼방리/학천동, 오류동/물암리/월암리/유투정/어은동, 석포리/수포동/임치동, 학암동/송전리 | 해제면      | 광산리, 대사리, 덕산리, 만풍리, 산길리, 석룡리, 송석리, 신정리, 양매리, 용학리, 유월리, 임수리, 학송리         |
| 목포부 진하산면(珍下山面) 신월리/명양리/신촌, 창마리/매당리, 장동/(해제면)보천동 일부 | 해제면      | 양월리, 창매리, 천장리                                                                                         |
| 목포부 일서면(一西面) 강정리/태천리, 관동/구로동 일부, 남청동/가양동, 도림동/청림리/양지촌/삼덕리/대흥리/대암동/격양동 일부, 복길동, 복룡동/용수동/장좌산/대곡리, 상마전/하마전/용계리/평림리/격양동 일부, 송현리/북산리/농소촌/호산동/연화촌/송정리/대성동, 월선동/낙천동/중화리/노월촌/일신동/지정리/학천동/수정동/수월동/신촌/대치리 일부, 청계리/행림동/구암리/학유정/가시동/당치리/중신기/(삼향면)대치동 일부 | 청계면      | 강정리, 구로리, 남성리, 도림리, 복길리, 복룡리, 상마리, 송현리, 월선리, 청계리                                 |
| 목포부 이서면(二西面) 남안동/동암리/하작동/상천동, 도대동, 사마동/남계동/하청천/삼로동/상청천 일부, 서호정/신기동/연수동/기동, 청수동/신흥동/연천리/월곡리/상작천 일부, 상청천 일부/(외읍면)대동내 일부, 태봉리/이동/상작천 일부 | 청계면      | 남안리, 도대리, 사마리, 서호리, 청수리, 청천리, 태봉리                                                         |
| 목포부 석진면(石津面) 석현리/구산리/유곡리/벽유동/호동 일부, 화산동/남천리/마산리/연화촌/양동/호동 일부, 다산동/인평동 일부/용산리 일부, 대치동/봉암리/문암리/송정리/적치리/장동, 어오지/강정리/이호동/당촌, 해창리/기룡동/기동/반암리/상주교 일부/사동 일부, 저두리/덕암리/두암리/사창동/인평동 일부/상주교 일부/용산리 일부/사동 일부, 송곡리/성암동/용연동/국동, 산음리/구리/학동 | 석진면      | 구산리, 내리, 다산리, 대치리, 이산리, 봉산리, 사창리, 성암리, 학산리                                           |
| 목포부 박곡면(朴谷面) 귀래촌/연동/내동/계봉정 일부, 용산리/갈산리/신흥동/당호동 일부/명암리 일부/(일로면)복룡촌 일부, 도산리/명호동/명산촌/명암리 일부, 해산촌/상몽탄/언동 일부, 죽림동/가사곡/매곡리/월천리/우적동, 구박곡/약곡리/언동 일부, 월산리/양지촌/도림산/청계리 일부, 회룡정/오갈치/당호동 일부/청계리 일부 | 박곡면      | 귀학리, 당호리, 명산리, 몽강리, 사천리, 약곡리, 양장리, 청용리                                                 |
| 목포부 이로면(二老面) 신적동/동막동/영춘동/월유정리/죽전리, 중흥동/노송정리 일부/정리 일부, 도룡동/석현리/신지동/지학동/하신진 일부/상신진 일부/(삼향면)신기동 일부/용서동 일부, 대월리/산양동/내화촌/대박산동/(부내면)견해동 일부/(삼향면)응석동 일부/중등포 일부, 옥암동/선곡리/정주두동/초당산리/상신진 일부/장좌동 일부/(삼향면)개양동 일부/곡성리 일부/임성리 일부, 조치동/백련동/(부내면)연동/산정리 일부/용당리 일부/견해동 일부, 중화동/상리/하당리 일부/하신진 일부/(부내면)내동 일부, 하당리 일부/(부내면)용당리 일부/내동 일부/견해동 일부/산정리 일부, 대반동/신죽동/쌍교동, 감돈리/입석리/손이안리/백학동 일부/(일로면)백양리, 지장동/서암동/삼호리/덕정리/인곡리/연화촌/청금성리/남창리 일부 | 박곡면      | 달산리, 봉명리                                                                                                 |
| 목포부 이로면(二老面) 신적동/동막동/영춘동/월유정리/죽전리, 중흥동/노송정리 일부/정리 일부, 도룡동/석현리/신지동/지학동/하신진 일부/상신진 일부/(삼향면)신기동 일부/용서동 일부, 대월리/산양동/내화촌/대박산동/(부내면)견해동 일부/(삼향면)응석동 일부/중등포 일부, 옥암동/선곡리/정주두동/초당산리/상신진 일부/장좌동 일부/(삼향면)개양동 일부/곡성리 일부/임성리 일부, 조치동/백련동/(부내면)연동/산정리 일부/용당리 일부/견해동 일부, 중화동/상리/하당리 일부/하신진 일부/(부내면)내동 일부, 하당리 일부/(부내면)용당리 일부/내동 일부/견해동 일부/산정리 일부, 대반동/신죽동/쌍교동, 감돈리/입석리/손이안리/백학동 일부/(일로면)백양리, 지장동/서암동/삼호리/덕정리/인곡리/연화촌/청금성리/남창리 일부 | 이로면      | 석현리, 대양리, 옥암리, 산정리, 상리, 용당리, 죽교리                                                           |
| 목포부 이로면(二老面) 신적동/동막동/영춘동/월유정리/죽전리, 중흥동/노송정리 일부/정리 일부, 도룡동/석현리/신지동/지학동/하신진 일부/상신진 일부/(삼향면)신기동 일부/용서동 일부, 대월리/산양동/내화촌/대박산동/(부내면)견해동 일부/(삼향면)응석동 일부/중등포 일부, 옥암동/선곡리/정주두동/초당산리/상신진 일부/장좌동 일부/(삼향면)개양동 일부/곡성리 일부/임성리 일부, 조치동/백련동/(부내면)연동/산정리 일부/용당리 일부/견해동 일부, 중화동/상리/하당리 일부/하신진 일부/(부내면)내동 일부, 하당리 일부/(부내면)용당리 일부/내동 일부/견해동 일부/산정리 일부, 대반동/신죽동/쌍교동, 감돈리/입석리/손이안리/백학동 일부/(일로면)백양리, 지장동/서암동/삼호리/덕정리/인곡리/연화촌/청금성리/남창리 일부 | 일로면      | 감돈리, 지장리                                                                                                 |
| 목포부 일로면(一老面) 두무동/정관동/구정동 일부/죽산동 일부, 청운동/광암동/석정리/등림동/진사동/반동/산정리 일부, 망월동/사양동 일부/망해동 일부/비로촌 일부, 회산동/사교리/용호동/복룡촌 일부/방산동 일부/반곡동 일부, 월곡동/당산촌/학두리/죽천리/반곡동 일부/방산동 일부/산정리 일부, 용교리/신흥리/만학동/상신기, 월암리/동현리/덕암리/복흥정/회인동 일부/(이로면)남창리 일부, 동정리/월야촌/공수동/송암리/용산리/산정리 일부/회인동 일부, 덕치동/인의산/서동촌/산후동/내동/구정동 일부/죽산동 일부/무포동 일부, 영화정/정월동/도장동/양지촌/당월촌/사양동 일부/무포동 일부/죽산동 일부, 주용동/용연동/청호동/용동/서룡정/망해동 일부/비로촌 일부                                                      | 일로면      | 구정리, 광암리, 망월리, 복룡리, 산정리, 상신기리, 월암리, 용산리, 의산리, 죽산리, 청호리                       |
| 목포부 삼향면(三鄕面) 후치동/대안동/상룡동/기동/과동/용서동 일부/임성리 일부/개양동 일부/용강리 일부/(이로면)장좌동 일부, 해창리/부흥리/우두리/오룡동/남악리/안동/신흥리/죽산동/회룡동/응동/장항리 일부/곡성리 일부, 후정리/용계리/용포동/평전리/덕치동/추치동/신동/와동/장항리 일부/극배동 일부/이동 일부/용강리 일부, 월계동/송산리/홍학동/맥포동/송정리/백학동/죽림동/상동/후동/극배동 일부/이동 일부/(이로면)백학동 일부, 군산동/석정리/성재동/유교동/운악리/청룡동/석교리/운흥동/원동 일부/중등포 일부/응석동 일부, 왕산동/마갈리/평산동/마동/금동/원동 일부/곽단동 일부, 장곡동/월해동/지산동/월호동/복룡동/곽단동 일부/대치동 일부/(일서면)대치리 일부                                              | 삼향면      | 임성리, 남악리, 용포리, 맥포리, 유교리, 왕산리, 지산리                                                         |
| 지도군 군내면(郡內面) 감정동/고사리/백련동/조비동/금출동/고목포리/점암리, 광정리/월산리/춘교리/적거리/장동, 내양리/외양리/가정리/송항리/둔곡리/적동, 죽곡리/신기리/황동/원동/서동/참도/취치리, 읍동촌/읍서리/송도, 자동리/자서리/효지리/오룡동, 태천리/연화동/증산리/서동/태이도 | 지도면      | 감정리, 광정리, 내양리, 봉리, 읍내리, 자동리, 태천리                                                           |
| 지도군 사옥면(沙玉面) 당촌/무동/후촌, 대조동/등선리/덕정리/장고리/화도, 방축동/오산리/검산리/염산리, 우동리/우서리, 증동리/증서리/증남리/곡도, 탄동/내동/원달리 | 사옥면      | 당촌리, 대조리, 방축리, 우전리, 증동리, 탄동리                                                                 |
| 지도군 선도면(蟬島面) 사동/고장리/대장리/중촌/칠동, 당사리, 대동/학동/청성리/산두리/마산리, 동촌/서촌/기점도, 주동/대촌/북촌/석산동/매계리 | 선도면      | 고이리, 당사리, 매화리, 병풍리, 선도리                                                                         |
| 지도군 안창면(安昌面) 금산리, 대리 일부/산두리 일부/존포리 일부, 복호리/대리 일부, 산두리 일부/탄동 일부/여흘리 일부, 여흘리 일부, 부소리/존포리 일부, 탄동 일부, 탄진리/신촌/향목동/소흘리 일부/대리 일부, 자라리/휴암리/증산리 | 안창면      | 금산리, 대리, 복호리, 산두리, 여흘리, 존포리, 탄동리, 향목리, 자라리                                           |
| 지도군 기좌면(箕佐面) 우묵도/구대리 일부/두리 일부, 남강리/마등리, 대우동/소우동/비화리, 대척리/소척리, 마명리, 광암리/마진리/시동리 일부, 토촌/대리, 방월리/전전리/한운리 일부, 소곡리/두리 일부/구대리 일부, 치동/신촌, 시서리/시동리 일부, 와우리/읍동, 창마리, 사치동/한운리 일부 | 기좌면      | 구대리, 남강리, 대우리, 대척리, 마명리, 마진리, 반월리, 방월리, 소곡리, 신촌리, 시서리, 읍동리, 창마리, 한운리 |
| 지도군 압해면(押海面) 가란도, 하룡리/삼목리/가룡리/무학리/금기촌, 장좌도/눌도, 달리도/고하도/허사도/외달도/치하도, 광입리/조천리/대벌리/수락촌, 신동리/신서리/도창리 일부/증룡촌 일부, 포서리/신대리/복룡리/신흥리/중촌/송림리/포남리/남촌/세천리/우곶리/효지도, 분매동/두지동/거룡리/신기리 일부, 송공리/상촌, 증신리 일부/증룡촌 일부/도창리 일부, 태도리/신장리/용정리/신기리 일부, 장감리, 학동/증신리 일부 | 압해면      | 가란리, 가룡리, 눌도리, 달리, 대천리, 동서리, 복룡리, 분매리, 송공리, 신용리, 신장리, 장감리, 학교리           |
| 지도군 임자면(荏子面) 광산리 일부/하우리/태이도, 대기촌/삼막동/회산리/장동/광산리 일부, 도찬리/괘길리, 은동/화산리/조삼리/이흑암리, 진리 | 임자면      | 광산리, 대기리, 도찬리, 삼두리, 이흑암리, 진리                                                                 |
| 지도군 자은면(慈恩面) 고장리/내기리/외기리, 구영리/장고리, 대율리/자라지리, 면전리, 백산리/와우리/분계리, 유각리/금포리/백길리, 유천리/욕지도, 한운리/고교리/둔장리 | 자은면      | 고장리, 구영리, 대율리, 면전리, 백산리, 송산리, 유각리, 유천리, 한운리                                         |
| 지도군 비금면(飛禽面) 가목리/노대도/나배리 일부, 고막리/석산리/칠발도, 노대리/당두리/대두리/토막도/송탄도/금의도/용소리 일부, 수림리/송림리/용호리/구기리, 월포리/내촌/외촌, 한산리/덕대촌/통정리/기동/망동, 도고촌/황동/나배리 일부, 대두리/수도/경치도, 신흥리/구항리/신촌/원평리/우세도, 용소리 일부, 죽치촌/병암리/상암리/임리, 우산리/당산리/신대리/지동 | 비금면      | 가산리, 고서리, 광대리, 구림리, 내월리, 덕산리, 도고리, 수대리, 신원리, 용소리, 죽림리, 지당리                 |
| 지도군 흑산면(黑山面) | 흑산면      | 가거도리, 다촌리, 비리, 사리, 수리, 심리, 영산리, 예리, 오리, 진리, 태도리, 홍도리, 우이도리                   |
| 지도군 하의면(荷衣面) | 하의면      | 대리, 어은리, 오림리, 웅곡리, 후광리, 상태동리, 상태서리                                                       |
| 지도군 암태면(岩泰面) | 암태면      | 기동리, 단고리, 도창리, 송곡리, 수곡리, 신석리, 오상리, 와촌리                                                 |
| 지도군 장산면(長山面) | 장산면      | 공수리, 다수리, 대리, 도청리, 오음리, 팽진리                                                                   |
| 진도군 도초면(都草面) | 도초면      | 고란리, 만년리, 발매리, 수다리, 수항리, 오류리, 외남리, 이곡리, 죽련리, 지남리                                 |
| 완도군 팔금면(八禽面) | 팔금면      | 당고리, 대심리, 원산리, 읍리, 이목리, 장촌리, 진고리                                                           |
25면 - 이로면, 일로면, 박곡면, 청계면, 현경면, 망운면, 해제면, 삼향면, 외읍면, 석진면, 지도면, 임자면, 사옥면, 자은면, 암태면, 장산면, 하의면, 비금면, 압해면, 선도면, 흑산면, 기좌면, 안창면, 팔금면, 도초면
- 1917년 선도면(蟬島面)을 폐지하고(당사리→암태면, 선도리·병풍리→지도면, 고이리·매화리→압해면에 편입), 기좌면(箕佐面)·안창면(安昌面)·팔금면(八禽面)을 안좌면으로, 사옥면(沙玉面)을 지도면으로 각각 합면하였다. 압해면 달리(치하도를 제외), 율도리를 이로면에 편입하고, 치하도를 해남군 화원면에 편입하고, 나불리를 영암군 곤일종면에 편입하고, 지도면 수도리와 영광군 낙월면 만지도, 작도를 임자면에 편입하고, 영암군 시종면 양호리(양호도)를 일로면에 편입하였다.[4] (21면)
- 1923년 8월부터 1년 여 동안 일어났던 무안군 암태도 소작쟁의는 당시의 대표적인 농민운동으로 손꼽힌다. 지주 문재철이 소작료를 7~8할로 수탈을 지속하자 일제경찰에 항거하면서 재판소 앞에서 단식투쟁을 이어갔다. 이 성과로 소작농은 소작료를 4할로 낮추는 데 성공한다.[5]
- 1931년 4월 1일 외읍면(外邑面)을 면성면(綿城面)으로 개칭하였다.[6]
- 1932년 11월 4일 석진면(石津面)·박곡면(朴谷面)을 석곡면(石谷面)으로 합면하였다. (20면)

| 구 행정구역              | 신 행정구역 |
| ------------------------ | ----------- |
| 석진면 성암리            | 면성면 일부 |
| 석진면 일원(성암리 제외) | 석곡면      |
| 박곡면 일원              | 석곡면      |
- 1939년 4월 1일 석곡면을 몽탄면(夢灘面)으로 개칭하였다.
- 1957년 11월 6일 면성면을 무안면(務安面)으로 개칭하였다.[7]
- 1963년 1월 1일 이로면 각 일부를 목포시·삼향면에 분할 편입하고, 진도군 마진도(馬津島)를 장산면에 편입하였다.[8] (19면)

| 법률 제1175호                             |             |
| 구 행정구역                               | 신 행정구역 |
| 이로면 산정리, 상리, 용당리, 달리, 율도리 | 목포시 일부 |
| 이로면 대양리, 석현리, 옥암리             | 삼향면 일부 |
| 흑산면 우이도리                           | 도초면 일부 |
| 진도군 조도면 마진도리                    | 장산면 일부 |
- 1969년 1월 1일 지도면, 임자면, 자은면, 비금면, 도초면, 흑산면, 하의면, 장산면, 안좌면, 암태면, 압해면을 신안군으로 분군하였다.[9] (8면)
- 1969년 12월 28일 무안군청을 목포시에서 현 위치(무안면)로 이전하였다.
- 1971년 5월 27일 망운면에 운남출장소를 설치하였다.
- 1979년 5월 1일 무안면을 무안읍으로 승격하였다.[10] (1읍 7면)
- 1980년 12월 1일 일로면을 일로읍으로 승격하였다.[11] (2읍 6면)
- 1983년 2월 15일 망운면 운남출장소를 운남면으로 승격하였다. (2읍 7면)
- 2005년 광주광역시에 있던 전남도청이 무안군 삼향면으로 이전하였다.
- 2011년 1월 1일 삼향면을 삼향읍으로 승격하였다. (3읍 6면) 삼향읍 남악리에 남악출장소를 설치하였다.